# PRIDE 6
PRIDE 6 fue un evento de artes marciales mixtas producido por PRIDE Fighting Championships, celebrado el 4 de julio de 1999 en el Yokohama Arena de Yokohama.